# Клайндёбшюц
Клайндёбшюц или Ма́ле-Де́бсецы (нем. Kleindöbschütz; в.-луж. Małe Debsecy) — деревня в Верхней Лужице, Германия. Входит в состав коммуны Обергуриг района Баутцен в земле Саксония. Подчиняется административному округу Дрезден.

## География
Находится на левом берегу реки Шпрее. На северо-востоке граничит непосредственно с административным центром коммуны деревней Обергуриг. Через деревню проходит автомобильная дорога S114.
Соседние населённые пункты: на северо-востоке — деревня Дебсецы, на юго-западе — деревня Мнишонц и на северо-востоке — административный центр коммуны деревня Обергуриг.

## История
Впервые упоминается в 1759 году под наименованием Klein-Debschwitz.
С 1950 года входит в современную коммуну Обергуриг.
В настоящее время деревня входит в состав культурно-территориальной автономии «Лужицкая поселенческая область», на территории которой действуют законодательные акты земель Саксонии и Бранденбурга, содействующие сохранению лужицких языков и культуры лужичан.
Исторические немецкие наименования.
- Klein-Debschwitz, 1759
- Klein Döbschütz, 1791
- Kleindöbschütz, 1875

## Население
Официальным языком в населённом пункте, помимо немецкого, является также верхнелужицкий язык.
| 1834 | 1871 | 1890 |
| ---- | ---- | ---- |
| 173  | 208  | 236  |